# Путілов Кирило Володимирович
Кирило Володимирович Путілов (рос. Кирилл Владимирович Путилов; 1 листопада 1988, м. Нижній Тагіл, СРСР) — російський хокеїст, захисник. Виступає за «Югра» (Ханти-Мансійськ) у Континентальній хокейній лізі. 
Вихованець хокейної школи «Супутник» (Нижній Тагіл). Виступав за «Супутник» (Нижній Тагіл), «Сариарка» (Караганда).